# Cmentarz wojskowy w Dołhobyczowie
Cmentarz wojskowy w Dołhobyczowie – nekropolia w Dołhobyczowie, początkowo służąca jako unicki cmentarz przycerkiewny, od pocz. XIX w. nieużytkowana. W 1930 r. przekształcona w nekropolię wojskową.

## Historia i opis
Data powstania cmentarza nie jest znana. Najprawdopodobniej powstał około 1761 r., wraz z powstaniem w tym miejscu pierwszej unickiej cerkwi św. Symeona Słupnika. Cmentarz był użytkowany przez miejscową ludność do początku XIX w., kiedy to wytyczono nowy cmentarz poza granicami wsi. W 1904 r. prawosławna już (od 1875 r.) parafia rozebrała starą drewnianą cerkiew w związku z budową nowego budynku. Po I wojnie światowej cmentarz był praktycznie porzucony, więc w 1930 r. władze lokalne, zadecydowawszy o pochowaniu tam ekshumowanych żołnierzy 25 pułku piechoty poległych w czasie wojny 1920 r., uczyniły go nekropolią wojskową.
Na początku lat 90. XX wieku na terenie nekropolii z pierwotnego cmentarza unickiego i prawosławnego zachował się tylko jeden nieczytelny nagrobek prawosławny z 1914. Ponadto na jego terenie znajduje się pamiątkowy słup w miejscu, gdzie do 1904 r. znajdowała się cerkiew, zbiorowy grób żołnierzy 25 pułku piechoty, kilka grobów mieszkańców poległych podczas II wojny światowej, a także mogiła milicjanta, który zginął w walce z podziemiem antykomunistycznym. Na cmentarzu rośnie 5 lip, 3 jesiony i robinia.